# 위르겐 크니퍼
위르겐 크니퍼(독일어: Jürgen Knieper, 1941년 3월 14일 ~ )는 독일의 영화 음악 작곡가이다.

## 생애
카를스루에 음악대학교 교수인 아버지와 바이올리니스트인 어머니 사이에서 태어나, 하이델베르크에서 3년 동안 수학을 공부했다. 8세부터 아버지로부터 피아노를 배웠고, 하이델베르크의 학생 카바레에서 피아니스트로 일하면서 음악인이 되었다.
1965년 베를린으로 옮겨와 예술 대학교에서 작곡을 공부했다. 빔 벤더스의 첫 영화에 영화음악 작곡가로 참여하면서 영화음악 작곡가가 되었다.

## 참여 작품
- 《베를린 천사의 시》